# Deirgtine
I Deirgtine (Deirgthine, Dergtine, Dergthine) o Clanna Dergthened erano gli antenati protostorici delle storiche dinastie Eóganachta del Munster. Le loro origini non sono chiare,, ma potrebbero essere state di derivazione gallica abbastanza recente.
Tra le figure leggendarie appartenenti ai Deirgtine ci sono Mug Nuadat, Ailill Aulom, Éogan Mór e Fiachu Muillethan.  Sebbene in seguito nella letteratura siano state fatte affermazioni che queste prime figure fossero sovrani del Munster, i loro discendenti non ottennero la supremazia politica sul Dáirine o su Corcu Loígde stabilito fino al VII secolo dopo Cristo. Tra i racconti famosi da cui sono noti i Deirgtine c'è il Cath Maige Mucrama.
Mentre la parentela non è dichiarata, i Deirgtine sono noti per aver avuto uno stretto rapporto politico con i Déisi del Munster, che potrebbero essere stati i loro più importanti primi facilitatori. I nomi di alcune figure dei pedigree dei Deirgtine (Eóganachta) si trovano nelle iscrizioni ogham nel paese dei Déisi della contea di Waterford.
È anche probabile che un certo numero di figure, mitologiche e storiche, in seguito attribuite ai Deirgtine e elencate nei pedigree degli Eóganachta appartenessero in realtà agli Érainn. Il primo antenato affidabile degli Eóganachta e vero fondatore delle dinastie è Conall Corc.